# اوگنیا فرولکینا
اوگنیا فرولکینا (روسی: Евгения Эдуардовна Фролкина؛ زادهٔ ۲۸ ژوئیهٔ ۱۹۹۷) بازیکن بسکتبال زن اهل روسیه است.
وی در مسابقات کشوری و بین‌المللی در مجموع برندهٔ ۱ مدال نقره شده‌است.